# Brautschau in der Türkei
Die Brautschau in der Türkei ist ein traditioneller Prozess der Partnerschaftsanbahnung im Rahmen einer arrangierten Ehe. Besonders in dörflicher Umgebung und im islamisch konservativen Milieu ist diese Tradition auch aufgrund der Geschlechtertrennung noch weit verbreitet.

## Hintergrund
Das bildungsabhängige Durchschnittsalter für Eheschließungen in der Türkei lag Ende der 1980er und Anfang der 1990er Jahre bei  17,2 Jahren in ländlichen Regionen und 17,8 Jahren in städtischen Gebieten. Für 2017 wurden für Männer 27,7 Jahre und für Frauen 24,6 Jahre angegeben. Auch sozialer Druck spielt oft eine Rolle bei der Einleitung der Eheschließung. Es kommt ferner vor, dass die Brautwerbung pro forma inszeniert wird, obwohl das Paar sich bereits zur Ehe entschlossen hat.
Das heiratsfähige Alter in der Türkei liegt gesetzlich bei 18 Jahren. Der Anteil der Verwandtschaftsehen in der Türkei ist regional unterschiedlich und betrug 1983 landesweit noch 23 und 2006 landesweit 22 Prozent.

## Phasen der Brautwerbung
Die traditionelle Brautwerbung geht von der Familie des potenziellen Bräutigams aus und hat verschiedene Phasen.

### Görücülük
Görücülük bezeichnet die erste Phase der traditionellen Brautschau in Anatolien für eine arrangierte Ehe. „Görmek“ bedeutet „sehen“. Görücü bezeichnet eine Person, die die Brautschau durchführt. Görücülük ist der Akt der Brautschau. Dabei halten Verwandte und Familienmitglieder des Mannes Ausschau nach einer geeigneten Partnerin. Sobald eine potenzielle Partnerin gefunden ist, werden Besuche bei der Familie des Mädchens durchgeführt. Zu den möglichen Besucherinnen gehören in der Regel die Mutter des Mannes, seine Schwestern und vertrauenswürdige Nachbarinnen.  Aus dem Verhalten des Mädchens wird abgelesen, ob der Wunsch auf Gegenliebe stößt. Klassische Auswahlkriterien sind Namus (sexuelle Unberührtheit), der Charakter, die Sittsamkeit, der Fleiß, die Geschicklichkeit und das Aussehen. Aber auch wirtschaftliche Überlegungen, Ausbildung und Herkunft spielen eine Rolle. Heirat zwischen Familien in ähnlicher wirtschaftlicher Lage wird bevorzugt. Der Wille der Frau ist nicht maßgeblich, auch die anderen Familienmitglieder müssen zustimmen.
Laut einer Untersuchung des Forschungsinstituts Konda aus dem Jahr 2016 erfolgt die Hälfte aller in der Türkei geschlossenen Ehen mittels Görücülük.

### Dünürcülük
Die zweite Phase heißt „Dünürcülük“. „Dünür“ bezeichnet auf Türkisch das verwandtschaftliche Verhältnis zwischen den Eltern von Braut und Bräutigam. Bei  Dünürcülük wird ein formeller Besuch der Familie des Mädchens durchgeführt. Daran nehmen auf der Seite des Mannes diejenigen Personen des Haushaltes teil, deren Wort gilt. Die traditionelle Formel für den Antrag lautet: „Allah'ın emri, Peygamberin kavliyle kızınızı oĝlumuza istiyoruz.“ Das bedeutet: „Auf Befehl Gottes und mit dem Wort des Propheten möchten wir eure Tochter für unseren Sohn.“ Die Antwort des Vaters der Frau lautet: „Kismetse olur.“ („Wenn das Schicksal es will, sei es so.“) oder „Allah yazdıysa biz ne diyelim“ („Wenn Gott es so geschrieben hat, was sollen wir dann sagen.“).

### Söz kesme
„Söz kesme“ („Heiratsversprechen“) bezeichnet die verbindlichen Vereinbarungen über başlık und Geschenke zwischen beiden Familien und damit eine Art Vorverlobung. Wenn über alle Punkte Einigkeit herrscht, folgt später die offizielle Verlobung („nişan“), die in der Regel feierlich begangen wird. In bestimmten Regionen wurde die Vereinbarung mit einem Getränk namens  „söz şerbeti“ („Versprechenssorbet“) besiegelt.

## Entführung
Wenn die Familien sich nicht einigen oder die Familie der Frau ablehnt, kann es mit oder ohne Einwilligung der Frau zur „Entführung des Mädchens“ („kız kaçırma“) kommen, um die Heirat zu erzwingen. Hintergrund sind kulturelle Vorstellungen, die die Heiratsaussichten einer einmal entführten Frau wesentlich beeinträchtigen. In beiden Fällen sind ernste Zerwürfnisse zu befürchten. Bei Entführungen von Mädchen, die das 15. Lebensjahr noch nicht vollendet haben, sieht das tStGB langjährige Haftstrafen wegen Freiheitsberaubung und (bei sexuellem Kontakt) wegen Kindesmissbrauchs vor. Einer Untersuchung aus dem Jahr 2016 zufolge erfolgten 10 Prozent der arrangierten Ehen, ohne den Willen einer beteiligten Person zu erkunden.